# Wim Volkers
Wim Frederick Volkers (Amsterdam, 3 ottobre 1899 – 4 gennaio 1990) è stato un allenatore di calcio e calciatore olandese, di ruolo attaccante.

## Carriera
Tra il 1923 e il 1936 indossò in 265 occasioni la divisa dell'Ajax. Totalizza 129 reti, entrando nella storia dell'Ajax come uno dei migliori marcatori della storia del club. Al 2011 è al sesto posto al pari di Marco van Basten. La sua media realizzativa era di 0,48 reti a partita.

## Palmarès

### Giocatore

#### Competizioni nazionali
- Campionato olandese: 3

Ajax: 1930-1931, 1931-1932, 1933-1934